# Fritz Hartnagel
Friedrich Hartnagel, detto Fritz (Ulma, 4 febbraio 1917 – Stoccarda, 29 aprile 2001), è stato un militare e giurista tedesco. Negli anni Cinquanta, ormai giudice, si adoperò contro il riarmo della Repubblica Federale Tedesca. Hartnagel era il promesso sposo di Sophie Scholl.

## Biografia
Nacque a Ulma, nel 1917. I suoi genitori, Friedrich Hartnagel (1879–1957) e Barbara Hartnagel, nata Strobl, (1878–1945) vivevano in condizioni modeste. Suo padre aveva fondato una piccola azienda. Fritz Hartnagel stesso, nella primavera del 1936 dopo un diploma anticipato, divenne ufficiale di carriera fino alla fine della Seconda Guerra Mondiale.
Nel 1937 conobbe Sophie Scholl ad una gara di ballo. Sotto il suo influsso e dopo le esperienze al fronte, tra cui la Battaglia di Stalingrado, da soldato entusiasta divenne un oppositore alla guerra e della Germania nazista. Hertnagel appoggiò la resistenza tedesca con notizie sull’andamento della guerra, sui crimini di guerra e donando una somma di denaro pari a 1 000 Reichsmark, ma senza farne parte. Hertnagel assistette la famiglia della sua fidanzata, anche dopo l’esecuzione capitale di Hans e Sophie avvenuta il 22 febbraio 1943. Fu poi il turno dei genitori Robert e Magdalena ed anche delle sorelle Inge e Elisabeth secondo il principio giuridico del Sippenhaft. Nel maggio del 1943 Robert Scholl fu condannato a 18 mesi di prigione in quanto ascoltava trasmissioni straniere. Hartnagel aveva precedentemente presentato invano domanda di grazia per lui e a dispetto della considerevole pressione dell’autorità di guerra di Ulma al Partito Nazionalsocialista Tedesco dei Lavoratori, si mostrò disponibile pubblicamente con la famiglia Scholl e l’aiutò finanziariamente. Dopo l'esecuzione dei fratello Scholl, Hartnagel pensò seriamente di farsi trasferire nel Mannschaftsstand, ma gli era stato particolarmente sconsigliato da Robert Scholl, poiché aveva paura che potesse avere nei confronti di Hartnagel una brutta influenza.
Il 14 aprile 1945 affronta a Halle (Saale) le forze armate americane e fu prigioniero di guerra americano fino al settembre del 1945. Nell’ottobre del 1945 sposò Elisabeth Scholl a Ulma, una sorella della precedentemente giustiziata Sophie Scholl. I coniugi Hartnagel ebbero quattro figli: Thomas, Jörg, Klaus e Martin.
Nella cornice della denazificazione da Spruchkammer Ulm-Stad, Fritz Hartnagel fu classificato come "Mitläufer", in italiano "Gregario", e condannato ad una sanzione di 200 Reichsmark. Questo lo estromise dagli studi giuridici che aveva iniziato nel 1946 presso l'Università Ludwig Maximilians di Monaco. Protestò e presentò una dettagliata dichiarazione scritta nella quale approfondì tra le altre cose il suo ruolo come ufficiale attivo, la sua amicizia con Sophie Scholl e la sua famiglia. Il tribunale della denazificazione revocò l’avviso proprio grazie a questa dichiarazione e ad una testimonianza e così assolse Hartnagel. Per motivare tale situazione affermò:
"L'Interessato ha resistito, ciò comporta coraggio personale, impegno e sacrificio. La sua resistenza non era una sterile e limitata critica verbale, ma aveva dimostrato con fatti e azioni coraggiosi il suo antagonismo ideologico."
Da allora Hartnagel poté seguire e concludere gli studi giuridici. Dal 1949 al 1952 lavorò prima come referendario e poi come assessore nella pretura di Ulma. Nel 1952 Fritz ed Elisabeth Hartnagel divennero membri del Partito Socialdemocratico di Germania (SPD). Si prodigò in particolar modo contro il riarmo della Repubblica Federale Tedesca, creando l’"organizzazione Internationale der Kriegsdienstgegner", in italiano, "Internazionale degli oppositori al servizio militare" per la consulenza all'obiezione di coscienza. Infine operò da Primo Giudice nel tribunale distrettuale di Stoccarda. Si impegnò attivamente e in vari modi nel movimento pacifista. Come giudice in pensione partecipò nel settembre del 1983 ad un lungo assedio non violento contro gli MGM-31 Pershing americani dislocati nella Mutlanger Heide. Per questo fu denunciato e condannato dalla pretura di Schwäbisch Gmünd ad una sanzione pari a 20 giorni di paga. Il suo atto di accusa è anche la sua eredità politica: "ho la coscienza pulita. Sarebbe patetico se dicessi di esserne fiero, ma c’è in me un sentimento di soddisfazione e sollievo, essere presente con molti che hanno manifestato contro la follia della corsa agli armamenti nucleari attraverso un marchio evidente.” Hartnagel concluse l’appello: “smettete di criminalizzare il movimento pacifista, assolveteli!”
In occasione del 60º anniversario della morte di Sophie Scholl venne pubblicata la corrispondenza tra lei e il suo promesso sposo Fritz Hartnagel.